# وانیل

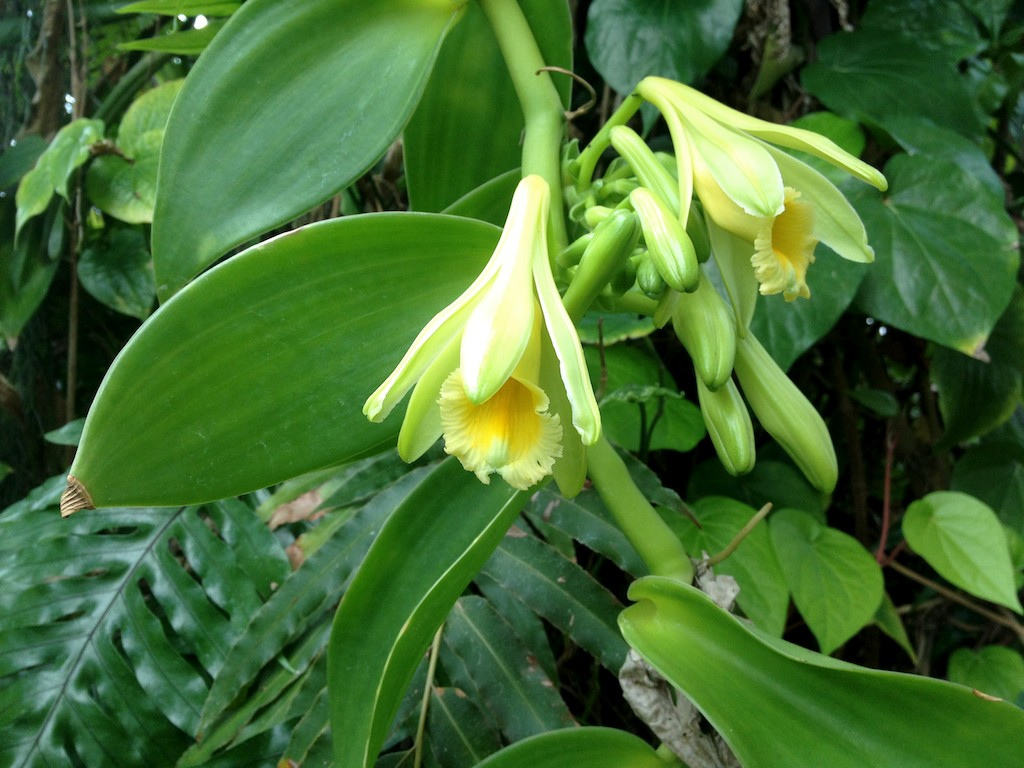
گل گیاه وانیل (گونه: Vanilla planifolia)

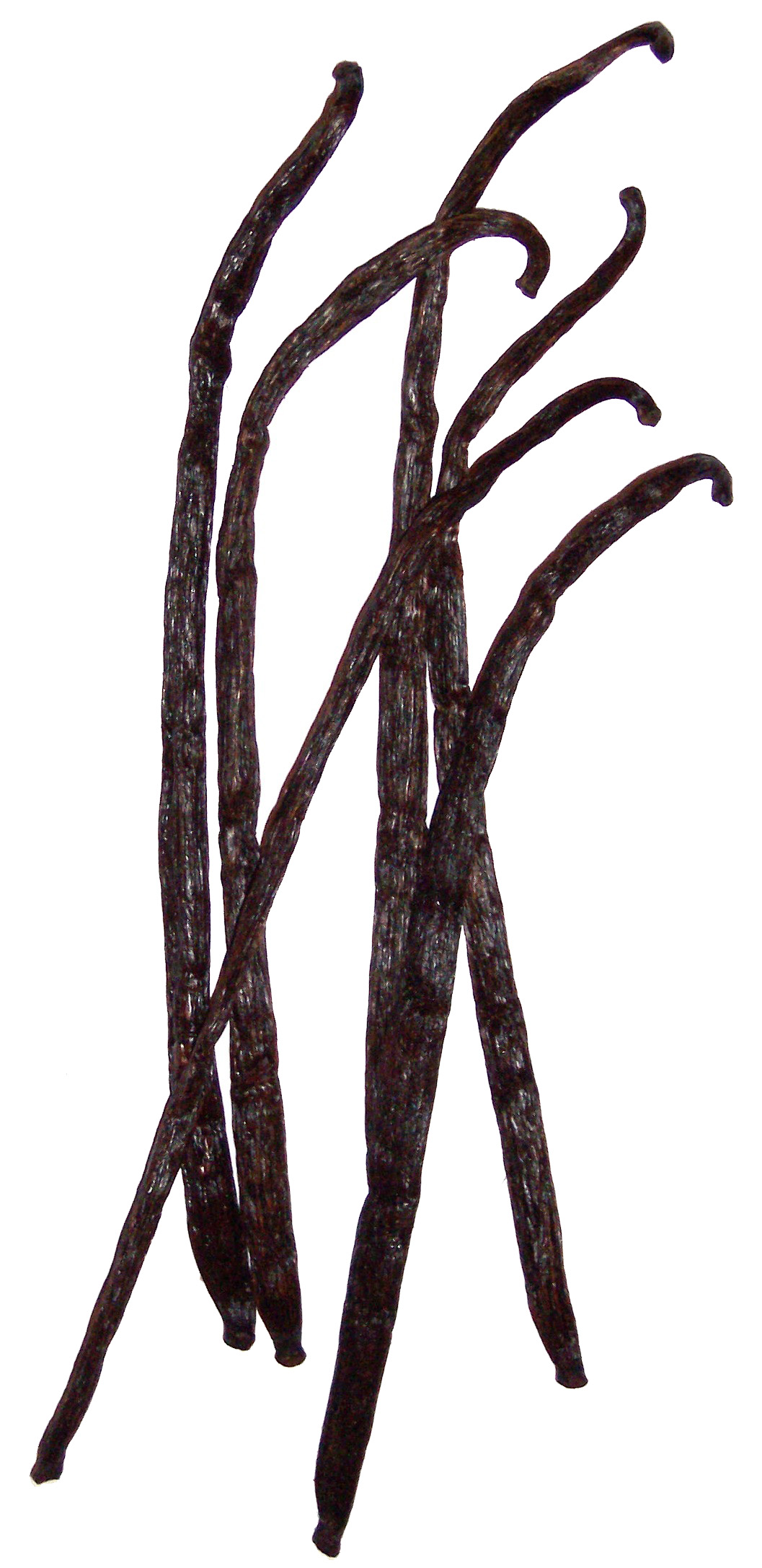
غلاف‌های خشک‌شدهٔ وانیل

وانیل (به فرانسوی: Vanille) نوعی ادویه و طعم‌دهنده است که از غلاف گیاهان سرده وانیل از خانوادهٔ گیاهی ثعلبیان به‌دست می‌آید. این گیاهان دارای پایه‌ای رونده بوده و بومی جنگل‌های مرطوب قاره آمریکا است.
دانه‌های این گیاه را پس از فرآوری تخمیر می‌کنند تا عطر مطبوع آن‌ها بیرون بیاید و عموماً به صورت پودر یافت می‌شود و در بعضی موارد آن را با اتانول و آب مخلوط کرده و به‌صورت عصارهٔ وانیل به بازار عرضه می‌شود که عموماً حاوی ۳۵٪ الکل است. عصارهٔ وانیل ممکن است دارای شکر، شربت ذرت یا پروپیلن گلیکول نیز باشد. مهم‌ترین کاربردهای این گیاه در شیرینی‌پزی، تولید بستنی، تولید عطر و رایحه‌درمانی است. سرخ‌پوستان توتوناک نخستین استفاده‌کنندگان از وانیل بوده‌اند. وانیل پس از زعفران، گران‌قیمت‌ترین ادویه است.

## تاریخچه
وانیل برای اولین بار در قرن شانزدهم میلادی توسط آزتک‌ها استفاده می‌شد. فاتحان اسپانیایی، در سراسر آمریکای میانه و مکزیک امروزی مردمانی را یافتند که از وانیل در نوشیدنی‌ها و غذاهایشان استفاده می‌کردند.
پس از آن وانیل به اسپانیا برده شد و برای طعم و عطر دهی یک نوشیدنی شکلاتی استفاده شد. این نوشیدنی از مخلوط دانه‌های کاکائو، وانیل، ذرت، آب و عسل درست شده بود. دامنهٔ مصرف این نوشیدنی به انگلستان، فرانسه و در اوایل قرن هفدهم میلادی به کل اروپا گسترده شد. نخستین بار در سال ۱۷۸۰ میلادی توماس جفرسون در پاریس از وانیل برای طعم‌دار کردن بستنی استفاده کرد. در حال حاضر نسخهٔ اصلی طرز تهیهٔ این بستنی در کتابخانهٔ کنگرهٔ آمریکا نگهداری می‌شود. در سال ۱۸۱۹ یک کارآفرین فرانسوی، گیاه وانیل را در موریس، ماداگاسکار، رئونیون و کومور پرورش داد.

## ترکیبات

ساختار شیمیایی وانیلین

دانه‌های وانیل حاوی ۲–۱ درصد وانیلین (۴ هیدروکسی ۳ متوکسی بنزالدهید) هستند. بخش عمدهٔ عطر و طعم وانیل به‌دلیل وجود ترکیب وانیلین، در آن است. اسید وانیلیل‌ماندلیک، پی هیدروکسی بنزوئیک آلدهید، تانن‌ها، پلی‌فنل‌ها، اسیدهای آمینهٔ آزاد و رزین سایر ترکیبات این گیاه هستند.
اسانس وانیل به دو صورت تولید و عرضه می‌شود. عصارهٔ واقعی وانیل، مخلوط پیچیده‌ای از صدها ترکیب مختلف از جمله وانیلین، استالدهید، استیک اسید، فورفورال، هگزانوئیک اسید، ۴-هیدروکسی‌بنزآلدهید، اوژنول، متیل سینامات و ایزوبوتیریک اسید است. عصارهٔ مصنوعی وانیل نیز از محلولی از وانیلین مصنوعی در اتانول تشکیل شده‌است. وانیلین برای نخستین بار در سال ۱۸۵۸ از غلاف وانیل جداسازی شد.
وانیلین را می‌توان به راحتی از مواد خام مختلف سنتز کرد، اما اکثریت وانیلین تولیدی در صنایع غذایی، از ماده‌ای به‌نام گوایاکول تولید می‌شود.
ولی در کل سنتز بیولوژیکی از دانه وانیل به روش زیر انجام می‌شود.
1. تهیه غلاف وانیل رسیده (۹ ماهه).
2. جوشاندن: دانه‌های وانیل سبز به مدت ۱ تا ۲ دقیقه در آب داغ با دمای ۶۰ تا ۷۰ درجه سانتیگراد.
3. اتوکلاو: دانه‌های وانیل مرحله قبل بعداً به مدت ۲ تا ۵ روز در جعبه‌ها نگهداری می‌کنند.
4. دانه‌های وانیل را روی پتو پهن می‌کنند و در آفتاب می‌گذارند تا عرق کند و شب‌ها آنها را جمع می‌کنند. این مرحله به مدت دو هفته تکرار می‌شود.
5. خشک کردن: برای ۲ تا ۴ هفته یا بیشتر تا زمانی که به رطوبت ۲۵ تا ۴۰ درصد برسند.
6. ذخیره‌سازی لوبیاها برای چندین ماه در بسته‌های کوچک در جعبه‌های در بسته نگهداری می‌شوند.

## تولید
| کشور          | میزان تولید (تُن) |
| ------------- | ---------------- |
| ماداگاسکار    | ۳٬۱۰۲            |
| اندونزی       | ۲٬۲۵۹            |
| مکزیک         | ۴۹۵              |
| پاپوآ گینه نو | ۴۹۳              |
| چین           | ۴۵۹              |
| سایر کشورها   | ۷۶۷              |
| مجموع تولید   | ۷٬۵۷۵            |
| منبع: فائو    |                  |

تا اواسط قرن نوزدهم میلادی، مکزیک تنها تولیدکنندهٔ وانیل در جهان بود اما اکنون، ماداگاسکار بزرگ‌ترین تولیدکنندهٔ وانیل در جهان است و محصول تولیدی این کشور، با نام وانیل بوربون ماداگاسکار شناخته می‌شود. پس از ماداگاسکار، اندونزی و مکزیک به ترتیب در رتبه‌های دوم و سوم تولید وانیل قرار دارند. مکزیک و تاهیتی فقط، ۱۰ درصد از بازار تجارت وانیل را در اختیار دارند.

## نگارخانه

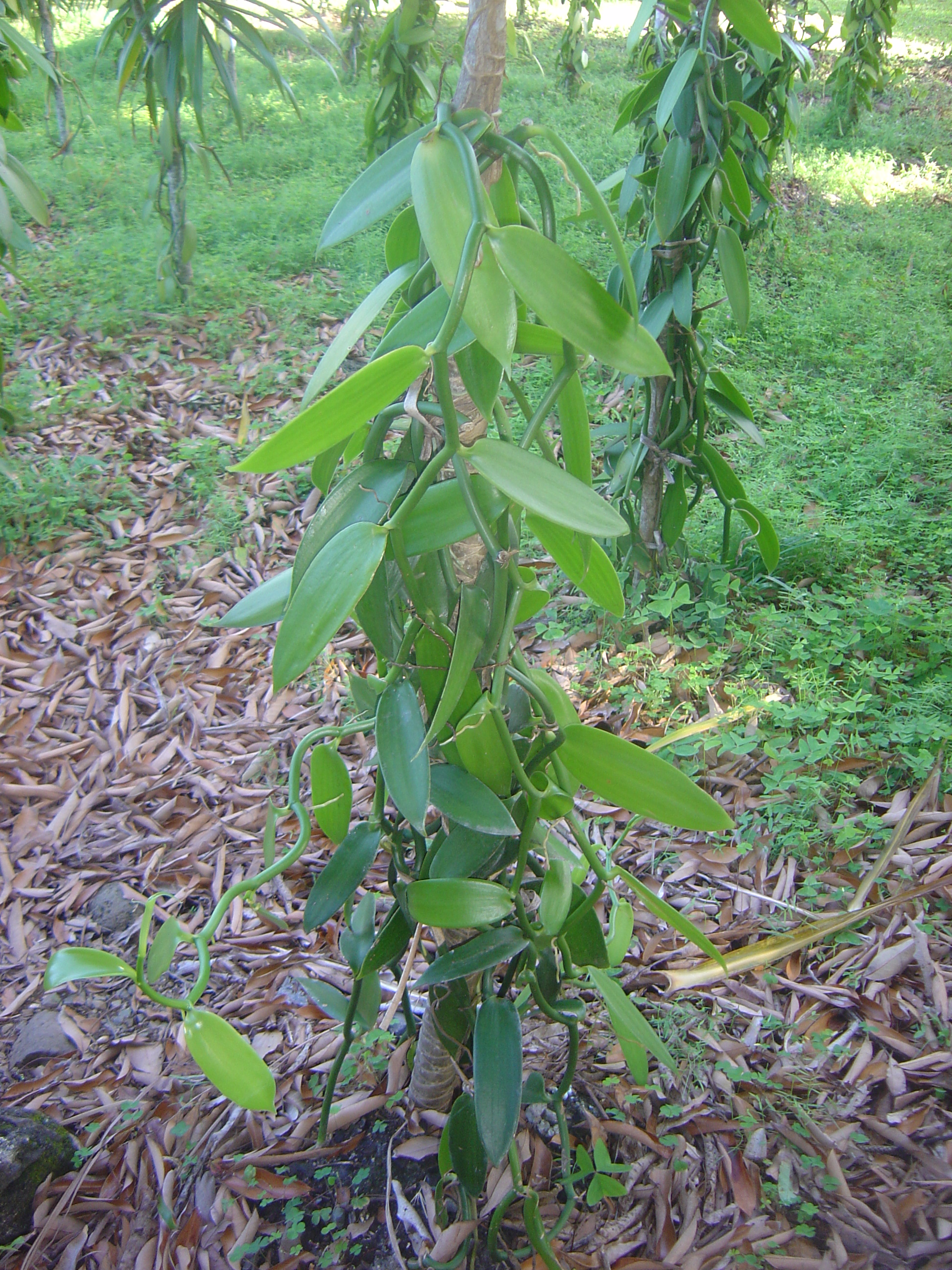
کشت وانیل در رئونیون
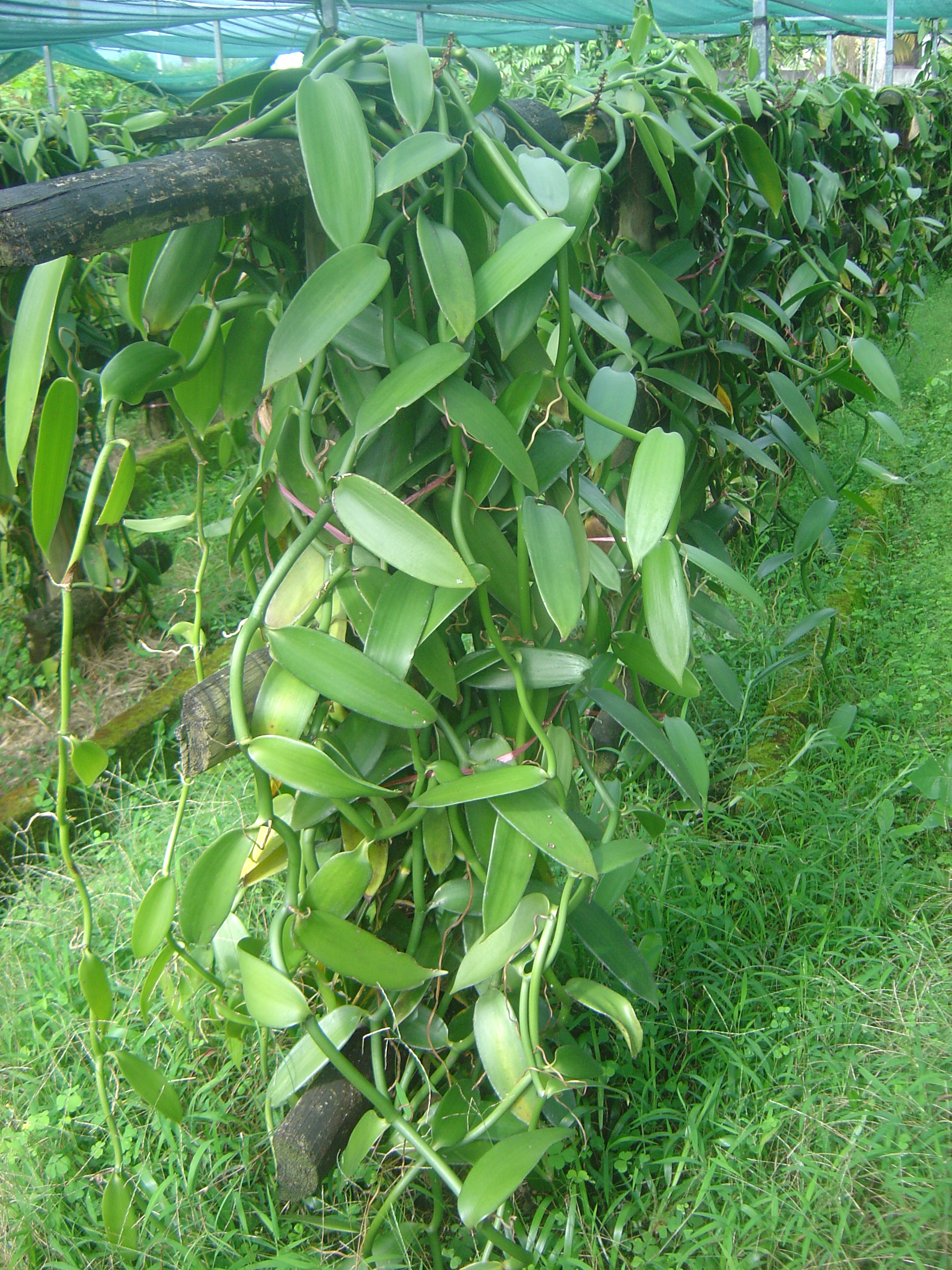
کشت وانیل در رئونیون
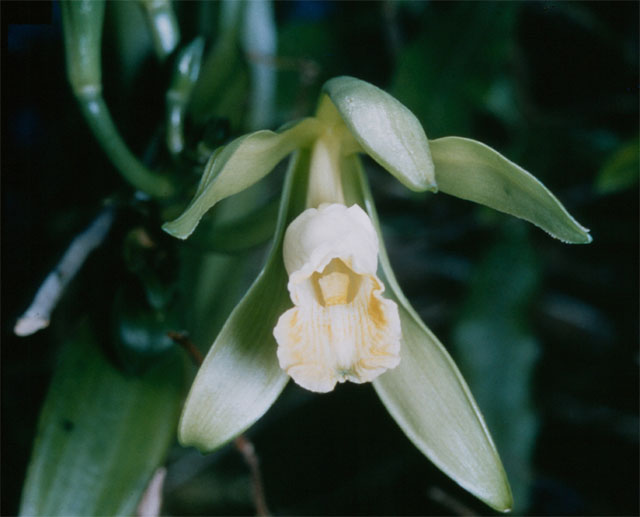
گل گیاه وانیل
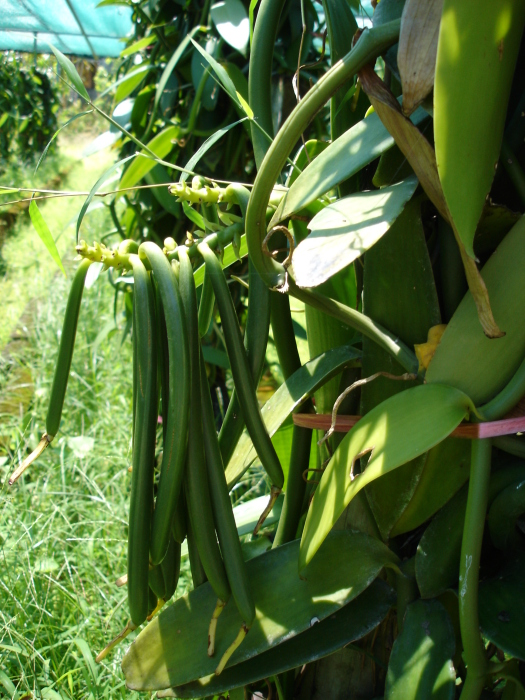
میوه‌های سبز وانیل